# Kuanoel
Kuanoel is een bestuurslaag in het regentschap Timor Tengah Selatan van de provincie Oost-Nusa Tenggara, Indonesië. Kuanoel telt 1217 inwoners (volkstelling 2010).